# Carl Otto Kretzschmar von Kienbusch
Carl Otto Kretzschmar von Kienbusch (* 22. November 1884 in New York; † 23. Februar 1976 ebenda) war ein amerikanischer Geschäftsmann und Waffensammler.

## Leben

### Studium und Wohnung

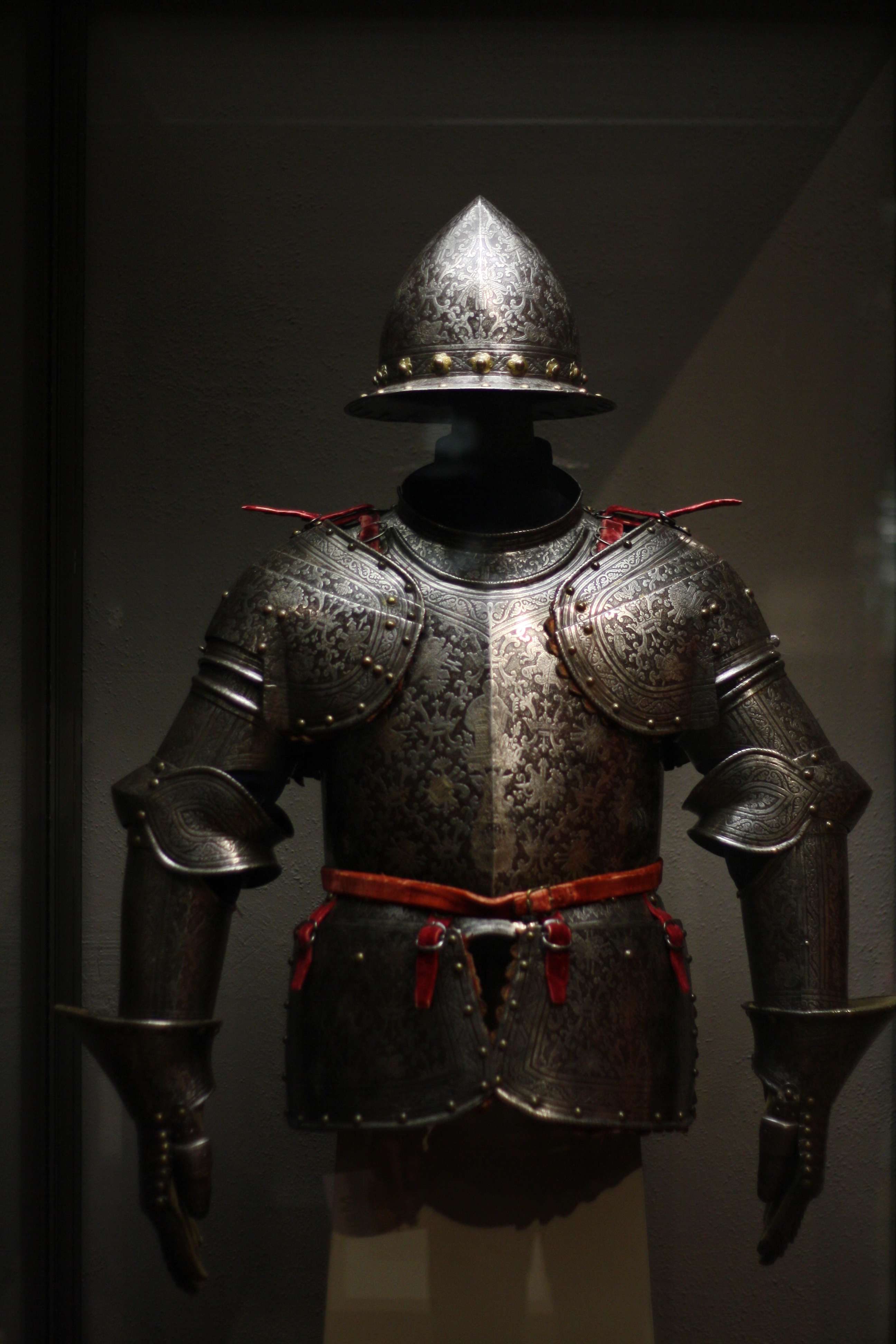
Brustpanzer, Mailand um 1600, aus der Sammlung Kienbusch

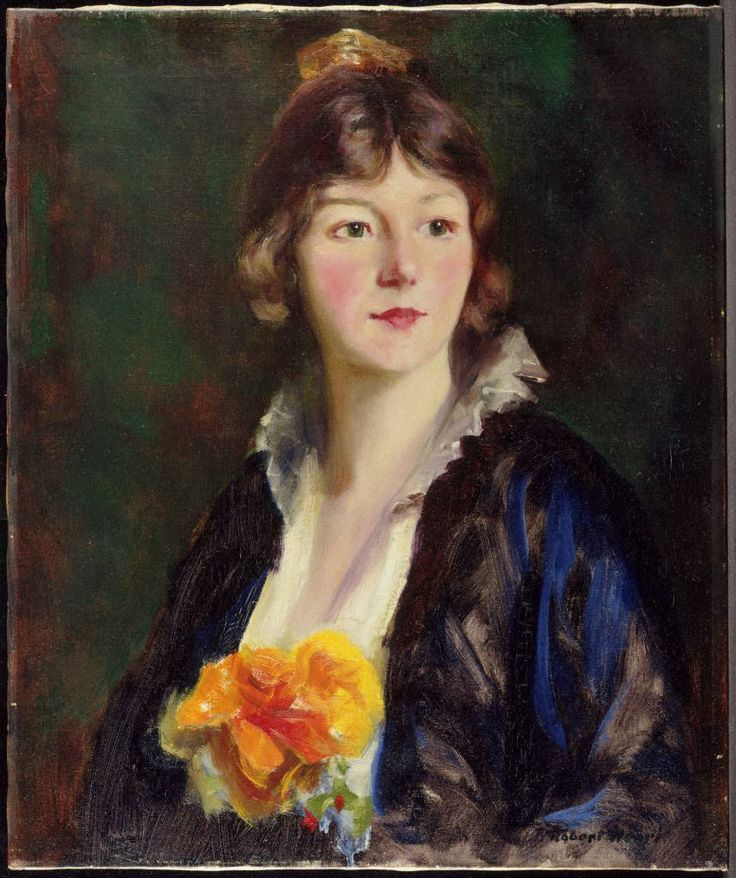
Robert Henri: Mildred Clarke von Kienbusch, 1914

Er studierte an der Princeton University und wurde dort 1906 promoviert, beruflich war er im Familienunternehmen für die Tabakindustrie tätig. Er verbrachte sein ganzes Leben in der gleichen Wohnung in der 12 East 74th Street in New York. In der zweigeschoßigen Wohnung brachte er auch seine umfangreiche Waffensammlung unter, die in den 1970er Jahren mehr als 1100 Objekte enthielt, darunter 35 Vollharnische, und mehr als 135 Schwerter und 80 Helme.

### Beginn der Sammeltätigkeit
Seine Sammeltätigkeit begann er 1912, als er durch den Kurator des Metropolitan Museum of Art, Bashford Dean, gebeten wurde, ihn zu vertreten, da bei seiner Anwesenheit die Auktionspreise stets in die Höhe gingen. Er arbeitete u. a. mit dem Waffenschmied Harvey Murton zusammen, der 43 Jahre für das Metropolitan Museum als Restaurator tätig war, und auch seine Sammlung restaurierte. Er war in den letzten 12 Jahren seines Lebens erblindet.

### Mäzen
Testamentarisch bestimmte er 1976 seine Sammlung dem Philadelphia Museum of Art sowie seine zugehörige Bibliothek. Die Princeton University bzw. deren Museum, das Princeton University Art Museum, erhielt seine Sammlung seltener Bücher und Gemälde, Manuskripte und Objekte, sowie eine Stiftung für Leichtathletik, Studentenhilfe, Bibliothek und Kunstmuseum.
Er war verheiratet mit Mildred Clarke von Kienbusch und hinterließ zwei Töchter. Er war befreundet mit dem Waffensammler George Cameron Stone.